# پل روست
پل روست (Paul Rost) تاریخدان و زبانشناس، احتمالاً آلمانی تبار، از جمله دانشمندان آشنا به زبان‌های کهن و الواح میخی آشور. او واژگان سالنامه‌های تیگلات پیلسر سوم را ترجمه و فرضیه‌هایی در بارهٔ تحرکات این پادشاه ارائه نمودند. از جمله حدس زده است که احتمالاً تیگلت پیلسر سوم در حملهٔ سال - ۷۴۴ یا ۷۴۳ پ. م. - به زاگرس و کشور باستانی پارسوا به فتح پارسوآ بسنده نکرده وارد سرزمین ماد یا منائی شد.

## محققان غربی تاریخِ ماد
برای فهم تاریخ ماد و بویژه قدیمترین ادوار آن، یعنی دورانی که کشور مزبور از نظر سیاسی پاشیده و پراکنده بوده، درک جغرافیای تاریخی آن سرزمین ضرورت تام دارد. جغرافیای تاریخی ماد از جملهٔ پیچ در پیچ‌ترین مسایل تاریخ مشرق باستان است. عده‌ای از دانشمندان غرب بیلربک، روست، اشترک، تیور دانژن، فورر، رایت و دیگران به مطالعه در موضوع جغرافیای تاریخی ماد از قرن نهم تا هفتم پیش از میلاد همت خاص مبذول داشتند ولی تمام مسایل مربوط را چنانکه باید روشن نساختند.
هوگو وینکلر و روست مطالعاتی در تاریخ ماد به عمل آوردند. در آن عهد و ادوار بعدی تعداد کتب ویژه در تاریخ ماد معدود بوده. و بیشتر در آغاز تاریخ ایران زمان هخامنشیان چند صفحه‌ای بدان تخصیص می‌دادند و دانشمندان پایان قرن نوزدهم، تاریخ شاهنشاهی ماد را مقدمهٔ تاریخ هخامنشیان می‌دانستند. در کتب تاریخ عمومی شرق باستان نیز از تاریخ ماد سخن گفته می‌شده.

## هدف حملات تیگلت پیلسر
روست ناشر سالنامه‌های تیگلت پیلسر سوم معتقد است که مقصود وی تضمین امنیّت حدود و ثغور آشور و حفظ آن در مقابل دستبرد کوهستانیان و استقرار نظم بوده است. این داوری کاملاً کشور گشایانه است. احتمال دستبر کوهستانیان به اراضی مرزی آشور قوی است ولی دستبردهای مزبور از لحاظ دامنهٔ وسعت و بی‌رحمی و خون‌آشامی با آنچه آشوریان - ناشر فرهنگ و تمدّن - روا داشتند به هیچ‌وجه قابل مقایسه نیست.